# Smålandi kopó
A smålandi kopó egy kutyafajta.

## Eredete és története
Bár egész Skandináviában jól ismert fajta, egyebütt jószerével nem is hallottak róla, és nincs elismerve sem a Brit, sem az Amerikai Kennel Klubnál. Szülőhazájában azonban igen gyakran hivatkoznak a fajtára, főként természettől fogva rövid farkára, melyet sohasem kurtítanak. Von Essen báró a 20. század elején a legjobb svéd kopóknak a schiller kopóval való keresztezése révén tökéletesítette a fajtát. A Svéd Kennel Klub 1921-ben ismerte el.

## Bemutatása
A smálandi kopó a hamilton és a schiller kopó társaságában egyike a három legrégebbi svéd vadászfajtának. Valamivel kisebb, mint a többi vadásztípus, erőteljes és izmos, és képes megbirkózni ama sűrű erdőséggel is, amely a dél-svédországi Småland nagy részét borítja. Született vadász, s jelentékeny erővel bír. Házi kedvencnek nem ajánlható.

## Méretei
Marmagasság:42–54 cm
Testtömeg:15–18 kg
Várható élettartam:12-14 év

## Előnyei
- Fejlett vadászösztönnel bír
- Erőteljes és izmos

## Hátránya
- Kedvencnek nem alkalmas

## Külső hivatkozások
- Smalandi kopó fajtaismertető a Kutya-Tár-ban